# Lotus 99T
Lotus 99T je Lotusov dirkalnik Formule 1, ki je bil v uporabi v sezoni 1987, ko sta z njim dirkala Ayrton Senna in Satoru Nakajima.  Medtem ko se Nakajimi višje od četrtega mesta ni uspelo uvrstiti, je dosegel Senna dve zmagi na Velikih nagradah Monaka in vzhodnih ZDA, ob tem pa še en najboljši štartni položaj, tri najhitrejše kroge in šest uvrstitev na stopničke. Ob koncu sezone je Lotus zasedel tretje mesto v konstruktorskem prvenstvu z 64-imi točkami.